# Limauges
Pour l’article ayant un titre homophone, voir Limoges.
Limauges est un hameau sis au nord-ouest du village de Court-Saint-Étienne, dans le Brabant wallon (Belgique). Administrativement il fait partie de la commune de Court-Saint-Étienne.
Altitude 125 m